# 元祖いちごちゃん
元祖いちごちゃん（がんそいちごちゃん）は、浅井企画に所属する日本のお笑いコンビ。

## メンバー
植村 侑史（うえむら ゆうし、1989年12月4日 -（35歳））
ツッコミ担当。
北海道新ひだか町出身、北海道浦河高等学校卒業。血液型B型。　
旧芸名は植村・DC・UC、パンチョ植村、まこと、ご先祖さま。
実家は洋服店でファッションにこだわりがある。ファッションセンターしまむらのモデルもやっていた。
芸人を志したきっかけは『めちゃイケ』の極楽とんぼを観たこと。

ハイパーペロちゃん（1988年8月4日 - （37歳））
ボケ担当。
東京都港区六本木出身、川崎市立高津高等学校卒業。血液型O型。
趣味は闇クレヨンアート。
芸人を志したきっかけは志村けん。最初は落語家を志していたが、滑舌の悪さから諦めた。

## 概要
NSC東京校14期出身。結成当初はトリオで、2人ともボケだった。メンバーの増減とグループの改称を数回経て、現在のコンビで2016年5月にオフィス北野に所属。2018年4月にオフィス北野を退社、一時期フリーとなる。2019年1月1日を以て浅井企画へ所属。
主にコントを演じ、ホラー系コントと称されることが多い。ネタの8割程度は実体験に基づいており、日常生活の中で出会ったヤバい人を題材とする。キングオブコント2020では準決勝進出。スカパー!とK-PROによるお笑い賞レース「笑デミー賞グランプリ」で優勝を果たした。
漫才も演じることがあり、M-1グランプリに出場経験がある。

## 賞レース成績

### M-1グランプリ
| 年度（回）       | 結果      | エントリー No. | 会場                         | 日程     |
| ---------------- | --------- | -------------- | ---------------------------- | -------- |
| 2015年（第11回） | 1回戦敗退 | 105            | よしもと幕張イオンモール劇場 | 9月3日   |
| 2016年（第12回） | 2回戦進出 | 355            | 雷5656会館ときわホール       | 10月12日 |
| 2017年（第13回） | 2回戦進出 | 450            | 雷5656会館ときわホール       | 10月4日  |
| 2018年（第14回） | 1回戦敗退 | 111            | 新宿シアターブラッツ         | 8月2日   |
| 2019年（第15回） | 不参加    |                |                              |          |
| 2020年（第16回） | 不参加    |                |                              |          |
| 2021年（第17回） | 不参加    |                |                              |          |
| 2022年（第18回） | 3回戦進出 | 3986           | よしもと有楽町シアター       | 10月30日 |
| 2023年（第19回） | 1回戦敗退 | 5105           | シダックスカルチャーホール   | 9月21日  |
| 2024年（第20回） | 2回戦進出 | 302            | 雷5656会館ときわホール       | 10月18日 |

### キングオブコント
| 年度（回） | 結果         | 会場                                     | 日程     |
| ---------- | ------------ | ---------------------------------------- | -------- |
| 2015年     | 1回戦敗退    | シアターブラッツ                         | 7月28日  |
| 2016年     | 1回戦敗退    | シアターブラッツ                         | 7月10日  |
| 2017年     | 1回戦敗退    | シアターブラッツ                         | 7月28日  |
| 2018年     | 2回戦進出    | シアターブラッツ                         | 8月3日   |
| 2019年     | 準々決勝進出 | きゅりあん小ホール                       | 8月8日   |
| 2020年     | 準決勝進出   | マイナビBLITS赤坂                        | 9月3,4日 |
| 2021年     | 準々決勝進出 | きゅりあん小ホール                       | 8月14日  |
| 2022年     | 準々決勝進出 | なかのZERO小ホール                       | 8月17日  |
| 2023年     | 準々決勝進出 | 渋谷区文化総合センター大和田さくらホール | 8月15日  |
| 2024年     | 準々決勝進出 | 渋谷区文化総合センター大和田さくらホール | 8月15日  |
| 2025年     | 準決勝進出   |                                          |          |

### その他
- スカパー笑デミー賞グランプリ2022 優勝
- マイナビLaughter Night今週の一番 - 2023年1月13日

## 出演

### テレビ
- みんなで悩めばコワくない (日本テレビ) - 2015年12月6日 ※ハイパーペロちゃんのみ
- そろそろ にちようチャップリン (テレビ東京) - 2020年12月19日[6]
- アルピーテイル (テレビ朝日) - 2022年4月21日
- おもしろ荘 (日本テレビ) - 2023年1月1日[7]

### ラジオ
- マイナビ Laughter Night (TBSラジオ) - 2020年9月12日・10月3日、2022年9月3日、2023年1月13日

### ライブ
- コントツアーズ
- ひるまによん
- フフフのツー
- フライデーナイトライブ
- つぎのきたの
- 笑いの現象学 他